# Adolf Sievers
Adolf Sievers (* 19. April 1896 in Brokdorf; † 10. April 1981 in Wilster) war ein deutscher Lehrer und niederdeutscher Autor.
Adolf Sievers entstammte einer Brokdorfer Lehrerfamilie. Er besuchte die Präparandenanstalt des heutigen Ludwig-Meyn-Gymnasiums in Uetersen. Bei Beginn des Ersten Weltkriegs meldete er sich als Freiwilliger, wurde in Polen verwundet und kam nach seiner Genesung an die Westfront. 1920 schloss er seine Ausbildung ab und begann seine Arbeit als Lehrer an der Volksschule in Wilster. Von 1946 bis zu seiner Pensionierung 1962 war er Rektor der Volksschule. Daneben gründete er im Auftrag der britischen Militärregierung 1946 eine der ersten Volkshochschulen des Landes.
1926 begann Sievers Gedichte und Erzählungen, zuerst hochdeutsch, dann plattdeutsch, zu veröffentlichen. Er verfasste eine Reihe niederdeutscher Theaterstücke, deren erfolgreichste mehrfach aufgeführt wurden. Er gründete mit anderen Lehrern eine Theatergruppe in Wilster, die nach Johann Meyer benannt wurde. 1929 gab er den Sammelband Ut de Masch mit Texten von Autoren Schleswig-Holsteins heraus.

## Werke
- Paul Raser. Novelle, Itzehoe 1927.
- Tuk! Tuk! Geschichten aus dem Geflügelhofe. Berlin/Leipzig o. J.
- R.I.R. 93. Geschichte eines Regimentes im Weltkrieg. Wilster 1934.
- Träume. Phantastische Geschichten. Wilster 1937.